# 하우스보트 (영화)
하우스보트(Houseboat)는 미국에서 제작된 멜빌 샤벨슨 감독의 1958년 영화이다. 캐리 그랜트 등이 주연으로 출연하였고 잭 로즈 등이 제작에 참여하였다.

## 출연

### 주연
- 캐리 그랜트
- 소피아 로렌

### 조연
- 마사 하이어
- 해리 가르디노
- 에두아르도 치아넬리
- 머레이 해밀턴
- 미미 깁슨
- 폴 피터슨
- 찰스 허버트
- 마지 케네디
- 존 리텔
- 베르너 클렘퍼러

## 제작진
- 의상: 에디스 헤드